# ジョゼ・ヴィアナ・ダ・モッタ
ジョゼ・ヴィアナ・ダ・モッタ（José Vianna da Motta, 1868年4月22日 サントメ – 1948年6月1日 リスボン）は、ポルトガルのピアニスト・作曲家。

## 略歴
音楽愛好家の薬剤師を父親に、当時はポルトガルの海外領土であったサントメ島に生まれる。ポルトガル本土に帰国後まもなく、非凡な楽才を顕し、ピアノを演奏して作曲を始めた。1875年から1881年までリスボン国立音楽院にてピアノと作曲を学んだ後、1882年にベルリンに留学してシャルヴェンカ兄弟（兄のルートヴィヒ・フィリップ・シャルヴェンカと弟のフランツ・クサヴァー・シャルヴェンカ）に師事。1885年よりヴァイマルにフランツ・リストを訪ねてその最後の高弟となり、リストの没後は1887年よりフランクフルトでハンス・フォン・ビューローの薫陶を得た。その後ピアニストとして演奏活動に入り、1915年から1917年までベルンハルト・シュターフェンハーゲンの後任教授としてジュネーヴ音楽院の最上級クラスを監督した。1919年から1938年まで母校リスボン国立音楽院の院長を務めている。
作品のうち、わけても交響曲「祖国」作品13や、ピアノと管弦楽のための協奏的作品、およびピアノ独奏曲は、近年になって録音が出回るようになり、また弦楽四重奏曲全集も公表された。フェルッチョ・ブゾーニとの往復書簡や、ハンス・フォン・ビューローについての回想、ドイツ音楽やドイツ人音楽家に関する著作が出版されている。
ブゾーニは、著名なバッハのコラール前奏曲の編曲集を彼に捧げている。

## ヴィアンナ・ダ・モッタ国際音楽コンクール
1957年には門弟セケイラ・コスタにより、遺功を偲んでヴィアンナ・ダ・モッタ国際音楽コンクールが創立された。